# 60e Oi (shogi) 2018-2019
«Édition précédente (59)
60e Oi
Édition suivante (61)»
Le 60e Oi est une compétition majeure du shogi professionnel japonais organisée en 2018 et 2019 comptant pour la saison 2018-2019.

## Oi-sen Nanaban Shobu
Le championnat Oi a vu s'opposer dans un match en sept parties le tenant du titre Masayuki Toyoshima à son challenger  Kazuki Kimura vainqueur du Chōsen-sha kettei-sen.
Masayuki Toyoshima après avoir mené 2-0 et 3-2 perd sa couronne. Kazuki Kimura remporte à 46 ans son premier titre majeur, il devient ainsi le joueur le plus vieux à remporter sa première couronne.
| Partie                                     | Date       | Sente              | Sente    | Né en | Gote               | Gote     | Né en | Toyoshima | Kimura | Lieu            |
| ------------------------------------------ | ---------- | ------------------ | -------- | ----- | ------------------ | -------- | ----- | --------- | ------ | --------------- |
| 1                                          | 03/07/2019 | Masayuki Toyoshima | 豊島将之 | 1973  | Kazuki Kimura      | 木村一基 | 1992  | 1         | 0      | Nagoya          |
| 2                                          | 30/07/2019 | Kazuki Kimura      | 木村一基 | 1973  | Masayuki Toyoshima | 豊島将之 | 1992  | 2         | 0      | Sapporo         |
| 3                                          | 08/08/2019 | Masayuki Toyoshima | 豊島将之 | 1992  | Kazuki Kimura      | 木村一基 | 1973  | 2         | 1      | Fukuoka         |
| 4                                          | 20/08/2019 | Kazuki Kimura      | 木村一基 | 1973  | Masayuki Toyoshima | 豊島将之 | 1992  | 2         | 2      | Kobe            |
| 5                                          | 27/08/2019 | Masayuki Toyoshima | 豊島将之 | 1992  | Kazuki Kimura      | 木村一基 | 1973  | 3         | 2      | Tokushima       |
| 6                                          | 09/09/2019 | Kazuki Kimura      | 木村一基 | 1973  | Masayuki Toyoshima | 豊島将之 | 1992  | 3         | 3      | Kanagawa        |
| 7                                          | 25/09/2019 | Masayuki Toyoshima | 豊島将之 | 1992  | Kazuki Kimura      | 木村一基 | 1973  | 3         | 4      | Tokyo - Chiyoda |
| Kazuki Kimura bat Masayuki Toyoshima 4 - 3 |            |                    |          |       |                    |          |       |           |        |                 |

liste des parties
1. ↑  (ja) « ▲Masayuki Toyoshima − △Kazuki Kimura 1-0 "Yokofutori Aono-ryu" 60°Oi, Nanaban shobu, partie 1 », sur ロックショウギ,‎ 3 juillet 2019 (consulté le 5 octobre 2019)
2. ↑  (ja) « ▲Kazuki Kimura − △Masayuki Toyoshima "Aigakari" 60°Oi, Nanaban shobu, partie 2 », sur ロックショウギ,‎ 30 juillet 2019 (consulté le 5 octobre 2019)
3. ↑  (ja) « ▲Masayuki Toyoshima− △Kazuki Kimura 0-1 "Aiyagura" 60°Oi, Nanaban shobu, partie 3 », sur ロックショウギ,‎ 8 août 2019 (consulté le 5 octobre 2019)
4. ↑  (ja) « ▲Kazuki Kimura − △Masayuki Toyoshima 1-0 "Aigakari" 60°Oi, Nanaban shobu, partie 4 », sur ロックショウギ,‎ 20 août 2019 (consulté le 5 octobre 2019)
5. ↑  (ja) « ▲Masayuki Toyoshima − △Kazuki Kimura 1-0 "Kakugawari Aikoshikake gin" 60°Oi, Nanaban shobu, partie 5 », sur ロックショウギ,‎ 27 août 2019 (consulté le 5 octobre 2019)
6. ↑  (ja) « ▲Kazuki Kimura − △Masayuki Toyoshima 1-0 "Kakugawari" 60°Oi, Nanaban shobu, partie 6 », sur ロックショウギ,‎ 9 septembre 2019 (consulté le 5 octobre 2019)
7. ↑  (ja) « ▲Masayuki Toyoshima △Kazuki Kimura 0-1 "Kakugawari Aikoshikake gin" 60°Oi, Nanaban shobu, partie 7 », sur ロックショウギ,‎ 25 septembre 2019 (consulté le 5 octobre 2019)

## Chōsen-sha kettei-sen
| Partie | Date       | Sente          | Sente    | Né en | Gote          | Gote     | Né en | Lieu |
| ------ | ---------- | -------------- | -------- | ----- | ------------- | -------- | ----- | ---- |
| 1      | 05/06/2019 | Yoshiharu Habu | 羽生善治 | 1970  | Kazuki Kimura | 木村一基 | 1973  |      |

1. ↑  (ja) « ▲Yoshiharu Habu– △Kazuki Kimura 0-1 "Yokofutori Aonoryu" 60°Oi, Chosen sha, kettei sen », sur ロックショウギ,‎ 5 juin 2019 (consulté le 5 octobre 2019)

## Chōsen-sha kettei rīgu
Le Chōsen-sha kettei rīgu était composé de douze joueurs 4 têtes de série et 8 qualifiés issus des qualifications.
Ces douze joueurs ont été répartis au sein de deux poules de six joueurs (les poules rouge Aka -gumi et blanche Shiro-gum).

### Aka-gumi (poule rouge)

#### Barrage
| Partie | Date       | Sente         | Sente    | Né en | Gote          | Gote     | Né en | Lieu |
| ------ | ---------- | ------------- | -------- | ----- | ------------- | -------- | ----- | ---- |
| 1      | 04/06/2029 | Kazuki Kimura | 木村一基 | 1973  | Tatsuya Sugai | 菅井竜也 | 1992  |      |

1. ↑  (ja) « ▲Kazuki Kimura – △Tatsuya Sugai 1-0 "Gokigen Nakabisha - Argent 3f" 60°Oi, Aka guml, barrage », sur ロックショウギ,‎ 3 juin 2019 (consulté le 6 octobre 2019)

#### Tournoi toute rondes
| Qualité    | Nom            | Nom        | Né en | ID | 1  | 2  | 3  | 4  | 5  | V |  |
| ---------- | -------------- | ---------- | ----- | -- | -- | -- | -- | -- | -- | - |  |
|            | Kazuki Kimura  | 木村一基   | 1973  |    | +4 | +2 | +5 | +6 | -3 | 4 |  |
|            | Tatsuya Sugai  | 菅井竜也   | 1992  |    | +6 | -1 | +3 | +5 | +4 | 4 |  |
| Yosen 5-Zu | Daichi Sasaki  | 佐々木大地 | 1995  |    | +5 | +6 | -2 | -4 | +1 | 3 |  |
| Yosen 4-Zu | Chikara Akutsu | 阿久津主税 | 1982  |    | -1 | -5 | +6 | +3 | -2 | 2 |  |
| Yosen 6-Zu | Akira Inaba    | 稲葉陽     | 1988  |    | -3 | +4 | -1 | -2 | -6 | 1 |  |
| Yosen 1-Zu | Kohei Hasebe   | 長谷部浩平 | 1994  |    | -2 | -3 | -4 | -1 | +5 | 1 |  |

ronde 1
1. ↑  (ja) « ▲Chikara Akutsu – △Kazuki Kimura 0-1 "Kakugawari - AiKoshikage Gin" 60°Oi, Aka gumi, r1 », sur ロックショウギ,‎ 19 mars 2019 (consulté le 6 octobre 2019)
2. ↑  (ja) « ▲Tatsuya Sugai – △Kohei Hesebe 1-0 "Sente Nakabisha" 60e Oi, Aka gumi , ronde 1 », sur ロックショウギ,‎ 4 mars 2019 (consulté le 6 octobre 2019)
3. ↑  (ja) « ▲Daichi Sasaki – △Akira Inaba 1-0 "Aigakari" 60°Oi, Aka gumi, ronde 1 », sur ロックショウギ,‎ 14 mars 2019 (consulté le 6 octobre 2019)

ronde  2
ronde 3
ronde 4
ronde 5

### Shiro-gumi (poule blanche)

#### Barrage
Yoshiharu Habu s'impose et accède au Chosen-sha Kettei-sen
Takuya Nagase est qualifié d'office pour le Shiro-gumi du 61e Osho
| Partie | Date       | Sente          | Sente    | Né en | Gote          | Gote     | Né en | Lieu |
| ------ | ---------- | -------------- | -------- | ----- | ------------- | -------- | ----- | ---- |
| 1      | 04/06/2019 | Yoshiharu Habu | 羽生善治 | 1970  | Takuya Nagase | 永瀬拓矢 | 1992  |      |

1. ↑  (ja) « ▲Yoshiharu Habu – △Takuya Nagase 1-0 "Yokofudori Aono-ryu" 60°Oi, Shiro gumi, barrage », sur ロックショウギ,‎ 3 juin 2019 (consulté le 6 octobre 2019)

#### Tournoi toutes rondes
Yoshiharu Habu et Takuya Nagase dispute un barrage pour accéder au Chōsen-sha Kettei-sen
| Qualité    | Nom             | Nom      | Né en | ID | 1  | 2  | 3  | 4  | 5  | V |  |
| ---------- | --------------- | -------- | ----- | -- | -- | -- | -- | -- | -- | - |  |
|            | Yoshiharu Habu  | 羽生善治 | 1970  |    | -2 | +5 | +3 | +4 | +6 | 4 |  |
| Yosen 2-Zu | Takuya Nagase   | 永瀬拓矢 | 1992  |    | +1 | +4 | +6 | -3 | +5 | 4 |  |
| Yosen 3-Zu | Taichi Nakamura | 中村太地 | 1988  |    | +5 | +6 | -1 | +2 | -4 | 3 |  |
| Yosen 7-Zu | Shōta Chida     | 千田翔太 | 1994  |    | +6 | -2 | -5 | -1 | +3 | 2 |  |
|            | Shingo Sawada   | 澤田真吾 | 1991  |    | -3 | -1 | +4 | -6 | -2 | 1 |  |
| Yosen 8-Zu | Kōji Tanigawa   | 谷川浩司 | 1962  |    | -4 | -3 | -2 | +5 | -1 | 1 |  |

## Yosen
Les Yosen (qualifications) sont composés de huit tableaux à élimination directe de vingt joueurs chacun.
Les vainqueurs sont qualifiés pour le Chōsen-sha kettei rīgu.
Résultats à partir des quarts de finale

### 1-Zu
| Quarts de finale   | Quarts de finale | Quarts de finale | Demi finales       | Finale          | Vainqueur    |
| ------------------ | ---------------- | ---------------- | ------------------ | --------------- | ------------ |
|                    |                  |                  | Takanori Hashimoto | Kōhei Hasebe    | Kōhei Hasebe |
| Takanori Hashimoto | 橋本崇載         | 1983             | Takanori Hashimoto | Kōhei Hasebe    | Kōhei Hasebe |
|                    |                  |                  | Kōhei Hasebe       | Kōhei Hasebe    | Kōhei Hasebe |
| Kōhei Hasebe       | 長谷部浩平       | 1994             |                    | Kōhei Hasebe    | Kōhei Hasebe |
| Wataru Kamimura    | 上村亘           | 1986             | Wataru Kamimura    | Wataru Kamimura | Kōhei Hasebe |
|                    |                  |                  | Wataru Kamimura    | Wataru Kamimura | Kōhei Hasebe |
| Taku Morishita     | 森下卓           | 1966             | Taku Morishita     | Wataru Kamimura | Kōhei Hasebe |
|                    |                  |                  | Taku Morishita     | Wataru Kamimura | Kōhei Hasebe |

### 2-Zu
| Quarts de finale | Quarts de finale | Quarts de finale | Demi finales     | Finale           | Vainqueur     |
| ---------------- | ---------------- | ---------------- | ---------------- | ---------------- | ------------- |
| Satoshi Takano   | 髙野智史         | 1993             | Satoshi Takano   | Takuya Nagase    | Takuya Nagase |
|                  |                  |                  | Satoshi Takano   | Takuya Nagase    | Takuya Nagase |
|                  |                  |                  | Takuya Nagase    | Takuya Nagase    | Takuya Nagase |
| Takuya Nagase    | 永瀬拓矢         | 1992             |                  | Takuya Nagase    | Takuya Nagase |
|                  |                  |                  | Daisuke Katagami | Daisuke Katagami | Takuya Nagase |
| Daisuke Katagami | 片上大輔         | 1981             | Daisuke Katagami | Daisuke Katagami | Takuya Nagase |
|                  |                  |                  | Naoro Ishida     | Daisuke Katagami | Takuya Nagase |
| Naoro Ishida     | 石田直裕         | 1988             |                  | Daisuke Katagami | Takuya Nagase |

### 3-Zu
| Quarts de finale | Quarts de finale | Quarts de finale | Demi finales    | Finale          | Vainqueur       |
| ---------------- | ---------------- | ---------------- | --------------- | --------------- | --------------- |
| Ayumu Matsuo     | 松尾歩           | 1980             | Ayumu Matsuo    | Ayumu Matsuo    | Taichi Nakamura |
|                  |                  |                  | Ayumu Matsuo    | Ayumu Matsuo    | Taichi Nakamura |
|                  |                  |                  |                 | Ayumu Matsuo    | Taichi Nakamura |
| Keiichi Sanada   | 真田圭一         | 1972             |                 | Ayumu Matsuo    | Taichi Nakamura |
| Taichi Nakamura  | 中村太地         | 1988             | Taichi Nakamura | Taichi Nakamura | Taichi Nakamura |
|                  |                  |                  | Taichi Nakamura | Taichi Nakamura | Taichi Nakamura |
|                  |                  |                  |                 | Taichi Nakamura | Taichi Nakamura |
|                  |                  |                  |                 | Taichi Nakamura | Taichi Nakamura |

### 4-Zu
| Quarts de finale | Quarts de finale | Quarts de finale | Demi finales   | Finale         | Vainqueur      |
| ---------------- | ---------------- | ---------------- | -------------- | -------------- | -------------- |
| Chikara Akutsu   | 阿久津主税       | 1982             | Chikara Akutsu | Chikara Akutsu | Chikara Akutsu |
|                  |                  |                  | Chikara Akutsu | Chikara Akutsu | Chikara Akutsu |
|                  |                  |                  |                | Chikara Akutsu | Chikara Akutsu |
|                  |                  |                  |                | Chikara Akutsu | Chikara Akutsu |
|                  |                  |                  |                | Amahiko Sato   | Chikara Akutsu |
|                  |                  |                  |                |                | Chikara Akutsu |
|                  |                  |                  | Amahiko Sato   |                | Chikara Akutsu |
| Amahiko Sato     | 佐藤天彦         | 1988             |                |                | Chikara Akutsu |

### 5-Zu
| Quarts de finale | Quarts de finale | Quarts de finale | Demi finales   | Finale         | Vainqueur     |
| ---------------- | ---------------- | ---------------- | -------------- | -------------- | ------------- |
| Daichi Sasaki    | 佐々木大地       | 1995             | Daichi Sasaki  | Daichi Sasaki  | Daichi Sasaki |
|                  |                  |                  | Daichi Sasaki  | Daichi Sasaki  | Daichi Sasaki |
|                  |                  |                  |                | Daichi Sasaki  | Daichi Sasaki |
|                  |                  |                  |                | Daichi Sasaki  | Daichi Sasaki |
|                  |                  |                  | Akihito Hirose | Akihito Hirose | Daichi Sasaki |
| Akihito Hirose   | 広瀬章人         | 1987             | Akihito Hirose | Akihito Hirose | Daichi Sasaki |
|                  |                  |                  |                | Akihito Hirose | Daichi Sasaki |
|                  |                  |                  |                | Akihito Hirose | Daichi Sasaki |

### 6-Zu
| Quarts de finale | Quarts de finale | Quarts de finale | Demi finales     | Finale           | Vainqueur   |
| ---------------- | ---------------- | ---------------- | ---------------- | ---------------- | ----------- |
|                  |                  |                  |                  | Akira Inaba      | Akira Inaba |
|                  |                  |                  |                  | Akira Inaba      | Akira Inaba |
| Akira Inaba      | 稲葉陽           | 1988             | Akira Inaba      | Akira Inaba      | Akira Inaba |
|                  |                  |                  | Akira Inaba      | Akira Inaba      | Akira Inaba |
|                  |                  |                  |                  | Satoru Sakaguchi | Akira Inaba |
|                  |                  |                  |                  |                  | Akira Inaba |
| Satoru Sakaguchi | 阪口悟           | 1978             | Satoru Sakaguchi |                  | Akira Inaba |
|                  |                  |                  | Satoru Sakaguchi |                  | Akira Inaba |

### 7-Zu
| Quarts de finale  | Quarts de finale | Quarts de finale | Demi finales      | Finale            | Vainqueur   |
| ----------------- | ---------------- | ---------------- | ----------------- | ----------------- | ----------- |
| Shōta Chida       | 千田翔太         | 1994             | Shōta Chida       | Shōta Chida       | Shōta Chida |
|                   |                  |                  | Shōta Chida       | Shōta Chida       | Shōta Chida |
|                   |                  |                  |                   | Shōta Chida       | Shōta Chida |
|                   |                  |                  |                   | Shōta Chida       | Shōta Chida |
|                   |                  |                  | Takayuki Yamazaki | Takayuki Yamazaki | Shōta Chida |
| Takayuki Yamazaki | 山崎隆之         | 1981             | Takayuki Yamazaki | Takayuki Yamazaki | Shōta Chida |
|                   |                  |                  |                   | Takayuki Yamazaki | Shōta Chida |
|                   |                  |                  |                   | Takayuki Yamazaki | Shōta Chida |

### 8-Zu
| Quarts de finale | Quarts de finale | Quarts de finale | Demi finales  | Finale        | Vainqueur     |
| ---------------- | ---------------- | ---------------- | ------------- | ------------- | ------------- |
| Kōji Tanigawa    | 谷川浩司         | 1962             | Kōji Tanigawa | Kōji Tanigawa | Kōji Tanigawa |
|                  |                  |                  | Kōji Tanigawa | Kōji Tanigawa | Kōji Tanigawa |
|                  |                  |                  |               | Kōji Tanigawa | Kōji Tanigawa |
|                  |                  |                  |               | Kōji Tanigawa | Kōji Tanigawa |
|                  |                  |                  |               | Ryūma Tonari  | Kōji Tanigawa |
|                  |                  |                  |               |               | Kōji Tanigawa |
|                  |                  |                  | Ryūma Tonari  |               | Kōji Tanigawa |
| Ryūma Tonari     | 都成竜馬         | 1990             |               |               | Kōji Tanigawa |

## Rang
| Kishi     | Kishi              | Kishi      | Né en |  |       |                   |          |      |  |
| --------- | ------------------ | ---------- | ----- |  | ----- | ----------------- | -------- | ---- |  |
| Ōi        | Kazuki Kimura      | 木村一基   | 1973  |  | 15-16 | Ryūma Tonari      | 都成竜馬 | 1990 |  |
| Ōi dechu  | Masayuki Toyoshima | 豊島将之   | 1992  |  | 17-18 | Daisuke Katagami  | 片上大輔 | 1981 |  |
| Finaliste | Yoshiharu Habu     | 羽生善治   | 1970  |  | 17-18 | Takayuki Yamazaki | 山崎隆之 | 1981 |  |
| 4         | Tatsuya Sugai      | 永瀬拓矢   | 1992  |  | 19    | Satoru Sakaguchi  | 阪口悟   | 1978 |  |
| 5         | Takuya Nagase      | 菅井竜也   | 1992  |  | 20-21 | Akihito Hirose    | 広瀬章人 | 1987 |  |
| 6         | Daichi Sasaki      | 佐々木大地 | 1995  |  | 20-21 | Wataru Kamimura   | 上村亘   | 1986 |  |
| 7         | Taichi Nakamura    | 中村太地   | 1988  |  | 22    |                   |          |      |  |
| 8         | Chikara Akutsu     | 阿久津主税 | 1989  |  | 23    |                   |          |      |  |
| 9         | Shōta Chida        | 千田翔太   | 1994  |  | 24    |                   |          |      |  |
| 10        | Shingo Sawada      | 澤田真吾   | 1991  |  | 25    |                   |          |      |  |
| 11        | Koji Tanigawa      | 谷川浩司   | 1963  |  | 26    |                   |          |      |  |
| 12-13     | Akira Inaba        | 稲葉陽     | 1988  |  | 27    |                   |          |      |  |
| 12-13     | Kohei Hasebe       | 長谷部浩平 | 1994  |  | 28    |                   |          |      |  |
| 14        | Ayumu Matsuo       | 松尾歩     | 1980  |  | 29    |                   |          |      |  |
| 15-16     | Amahiko Sato       | 佐藤天彦   | 1988  |  | 30    |                   |          |      |  |